# Forma Urbis Romae

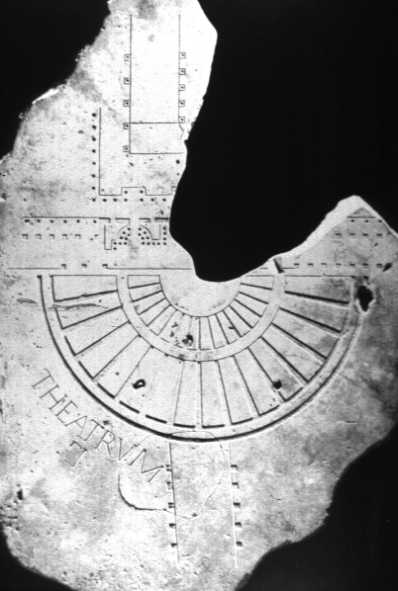
Rekonstrukcja fragmentu Forma Urbis z widownią Teatru Pompejusza

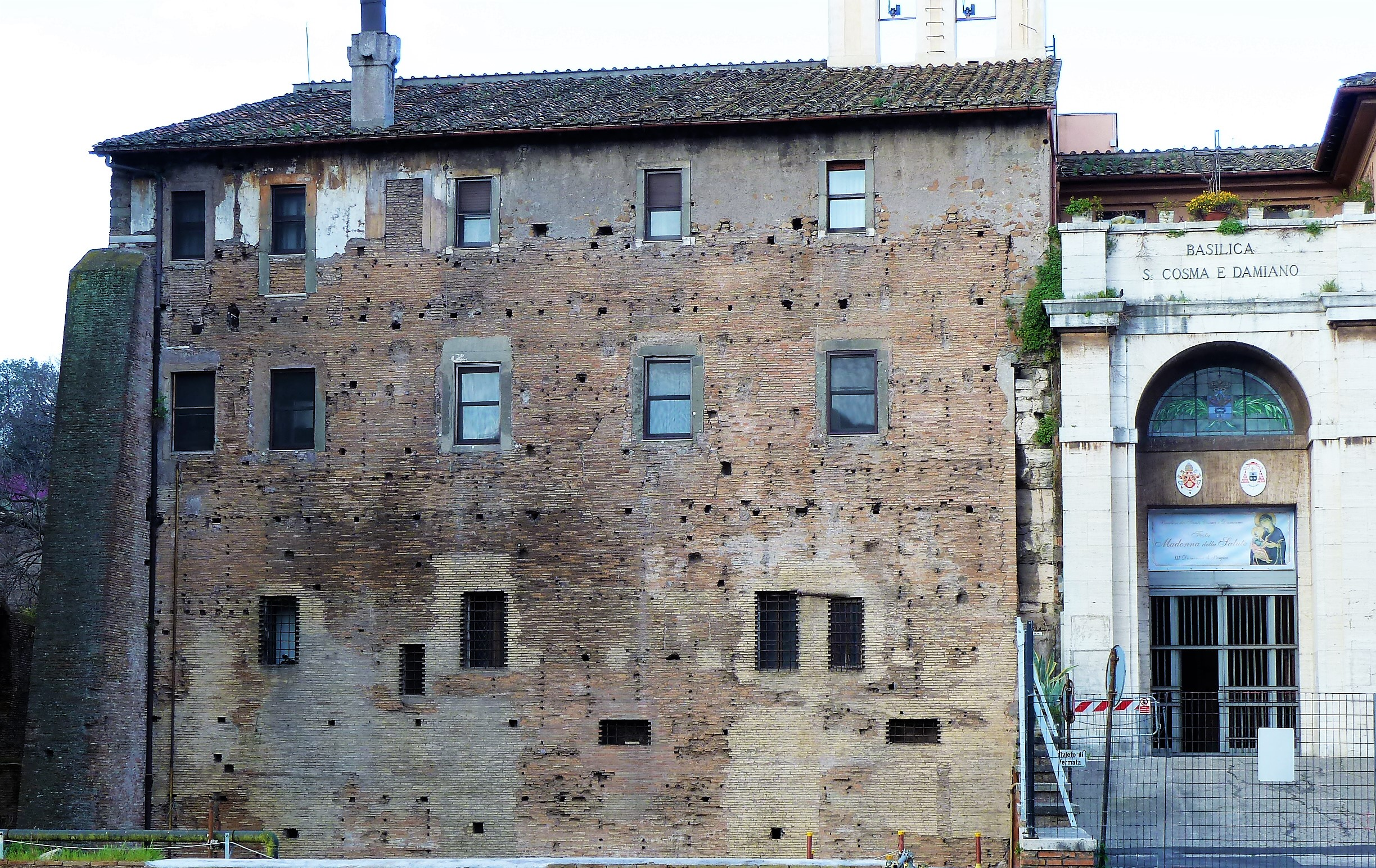
Ceglany mur dawnej świątyni Pokoju – miejsce pierwotnego osadzenia planu

Forma Urbis Romae (Forma Urbis Severiana) lub Forma Urbis marmorea (skr. Forma Urbis) – monumentalny, wykonany w marmurze plan starożytnego miasta Rzym, powstały za panowania cesarza Septymiusza Sewera między 203 a 211 r. n.e.

## Opis
Jego pierwotna szerokość wynosiła 18 metrów, a wysokość 13 metrów; został wykuty na ok. 150 marmurowych płytach osadzonych na wewnętrznej ścianie świątyni Pokoju (Templum Pacis), stanowiącej dziś część zespołu bazylikowego św. Kosmy i Damiana.
Wykonano go w skali ok. 1:240 i był wystarczająco dokładny, by ukazywać rzuty poziome niemal każdej świątyni, insuli czy term w centrum Rzymu. Granice planu najwidoczniej określała dostępna powierzchnia marmuru, a nie granice geograficzne czy polityczne, jak zwykle na mapach (planach) współczesnych. Był zorientowany geograficznie w kierunku odwrotnym, tzn. południem u góry. Umieszczono na nim nazwy i szczegółowe plany budynków publicznych, ulic oraz domów prywatnych. Twórcy stosowali oznakowania wraz z takimi szczegółami, jak kolumny czy ciągi schodów.
W średniowieczu plan ulegał stopniowemu niszczeniu. Marmurowych elementów używano jako materiału budowlanego bądź do produkowania wapna. W 1562 roku młody antykwariusz i rzeźbiarz Giovanni Antonio Dosio odkopał fragmenty Forma Urbis w pobliżu kościoła św. Kosmy i Damiana, działając pod kierunkiem kondotiera-humanisty Torquato Contiego, który prawo do wykopalisk nabył od kanoników tego kościoła. Odkryte fragmenty Conti ofiarował kardynałowi Alessandro Farnese, który powierzył je swemu bibliotekarzowi Onofrio Panviniemu oraz antykwariuszowi Fulvio Orsiniemu. Szczątki te widocznie wzbudziły jednak niewielkie zainteresowanie.
Dotychczas odnaleziono ok. 10% oryginalnej powierzchni planu w postaci ponad tysiąca marmurowych fragmentów przechowywanych w Muzeach Kapitolińskich (Pałac Konserwatorów).
Część wykopanego planu prezentuje fragment Forum Augusta, interpretowany jako szkic roboczy lub jako dowód istnienia starszej wersji Forma Urbis.

## Prace badawcze

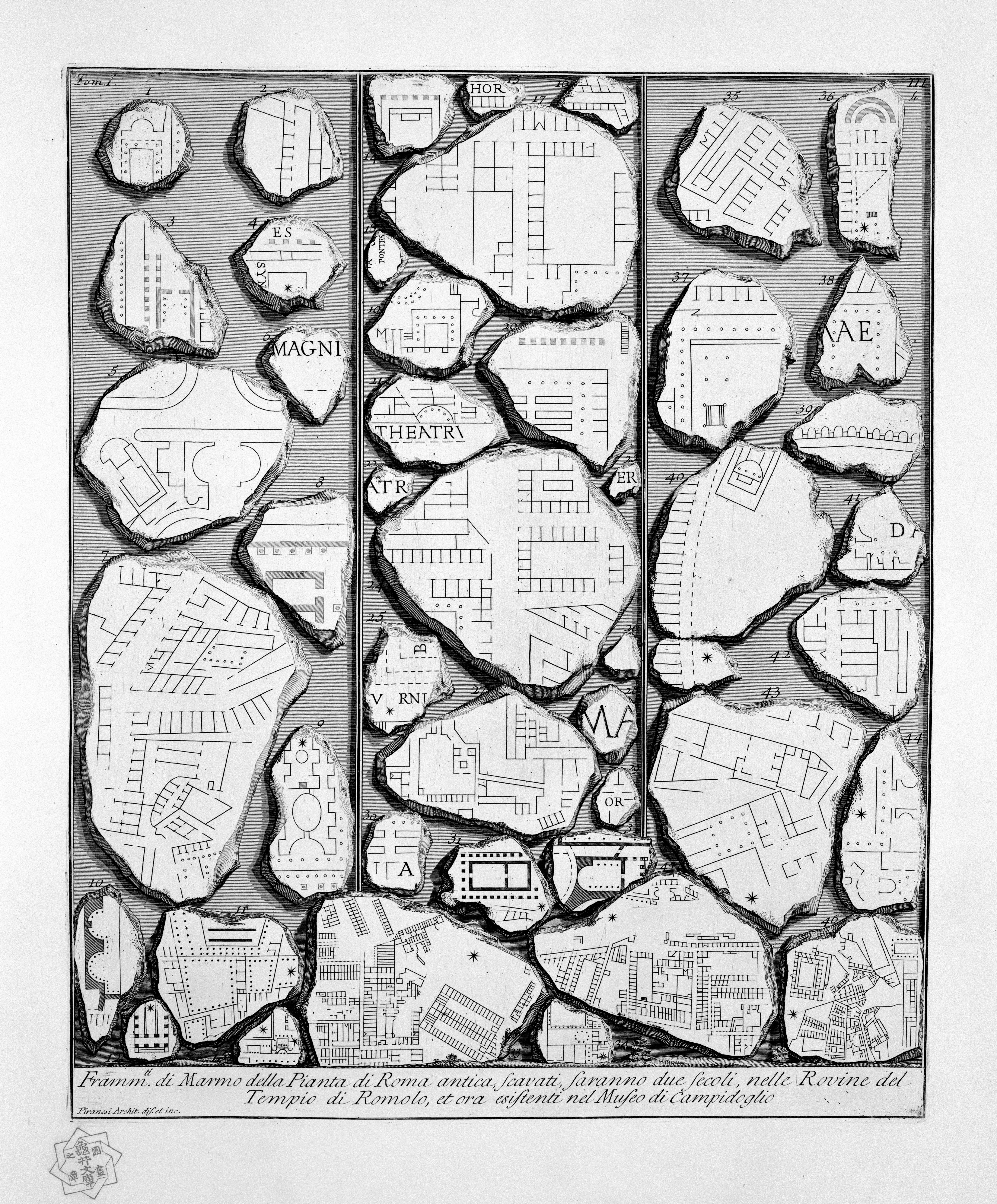
Fragmenty planu na XVIII-wiecznej rycinie J.B. Piranesiego

Łączenie ocalałych fragmentów planu absorbuje badaczy od wieków. Uczonym renesansowym udało się dopasować i zidentyfikować ok. 250 fragmentów, zwykle dzięki uchwyceniu znanych punktów orientacyjnych lub obiektów takich jak Koloseum czy Circus Maximus. W drugiej połowie XX wieku, dzięki pracom i publikacjom Guglielmo Gattiego, Lucosa Cozzy i Emilia Rodrigueza Almeidy, zidentyfikowano i zlokalizowano niektóre fragmenty planu. Inni naukowcy (m.in. Claudia Cecamore, Filippo Coarelli, Daniele Manacorda, Domenico Palombi, Luigi Pedroni, David West Reynolds) na nowo zinterpretowali topografię przedstawioną na wielu fragmentach. Projekt badawczy Uniwersytetu Stanforda z 2002 r. odnotował pewne sukcesy w umiejscowieniu czterech fragmentów i połączeniu dziewięciu za pomocą algorytmów rozpoznawania wzorców. Wykorzystując źródła archeologiczne i literackie, od r. 1996 Pier Luigi Tucci z Uniwersytetu Johnsa Hopkinsa umieścił 24 fragmenty w okręgach ustanowionych za panowania Oktawiana Augusta i zaproponował nowe ujęcia: dla obszaru AQVEDVCTIVM na wzgórzu Celius, dla pochodzącego z czasów republiki budynku położonego przy Monte Testaccio i wzniesionego metodą opus incertum (wraz z Lucosem Cozzą) oraz dla obszaru Circus Flaminius (szczególnie okrętu Eneasza i wcześniejszego marmurowego planu z Via Anicia).